# Arthur Hugh Montagu Butler
Arthur Hugh Montagu Butler (23 novembre 1873 - 28 mai 1943) est un bibliothécaire anglais qui est bibliothécaire à la bibliothèque de la Chambre des lords de 1914 à 1922 .

## Première vie et éducation
Butler est né à Harrow, Middlesex  le deuxième fils de l'universitaire Henry Montagu Butler et de sa première épouse, Georgina Elliot, petite-fille du diplomate Hugh Elliot . Son père est directeur de la Harrow School (1860–85), doyen de Gloucester (1885–86) et maître du Trinity College de Cambridge (1886–1918). Son frère aîné est Edward Montagu Butler, qui jouait au cricket de première classe. Après la mort de leur mère, son père se remarie avec Agnata Frances Ramsay. Sir James Ramsay Montagu Butler et Sir Nevile Butler sont ses demi-frères. Il est le petit-fils du directeur George Butler, le neveu du chanoine George Butler et de Josephine Butler.
Butler fait ses études à Harrow, où il joue pour le Cricket XI. Lui et William Francis George Wyndham remportent le championnat des raquettes des écoles publiques en 1890 .

## Carrière
Butler est greffier à la Chambre des lords de 1895 à 1897 et bibliothécaire adjoint sous Sandford Arthur Strong (1897–1904) et Sir Edmund Gosse (1904–1914). Il succède à Gosse comme bibliothécaire en 1914 .
En plus de son travail à la bibliothèque, Butler est secrétaire des commissions des lords chanceliers Robert Reid (1er comte Loreburn) et Richard Haldane (1er vicomte Haldane), ainsi que secrétaire du comité de révision des lois statutaires, 1902-1922 .
Butler supervise la bibliothèque seul pendant la Première Guerre mondiale, lorsque son bibliothécaire adjoint, Charles Travis Clay, est en service outre-mer. Après la guerre, Butler et Clay commencent le processus de création d'un nouveau catalogue sur fiches pour les livres de droit de la bibliothèque en remplacement du catalogue de l'époque victorienne de Sandford Arthur Strong .
Le 18 janvier 1922, Butler se réserve une chambre sous un faux nom au Midland Grand Hotel, St. Pancras. Il est retrouvé dans la salle de bain peu de temps après, souffrant d'une grave blessure à la gorge lors d'une tentative de suicide apparente. Il est transféré à l'University College Hospital, où il subit une intervention chirurgicale et se rétablit ,. Il démissionne de son poste pour des raisons de santé cette année-là et est remplacé par Clay comme bibliothécaire .

## Vie privée
En 1900, Butler épouse Margaret Edith, deuxième fille de Francis Law Latham, avocat général de Bombay, 1884–1893. Ils ont un fils et deux filles. Il meurt en 1943 à Londres .